# 앵무새 몸으로 울었다
앵무새 몸으로 울었다는 1981년 공개된 대한민국의 영화이다.

## 배역
- 황해 : 최 영감 역
- 최윤석 : 문영 역
- 정윤희 : 수련 역
- 김형자 : 숙 역
- 마영달
- 나애심 : 속초댁 역
- 윤영애

## 수상
- 1981년 제20회 대종상
  - 여우주연상 - 정윤희
  - 여우조연상 - 김형자
  - 시나리오상 - 김강윤, 김성화
  - 녹음상 - 이재웅
  - 촬영상 - 손현채
- 1982년 제18회 백상예술대상
  - 영화부문 여자최우수연기상 - 정윤희